# W.A. Scholten (schip, 1874)
De W.A. Scholten was het eerste schip van de NV Nederlandsch-Amerikaansche Stoomvaart Maatschappij (NASM), de latere Holland-Amerika Lijn (HAL), dat in 1874 in de vaart werd gebracht. Het schip werd genoemd naar de Groninger industrieel Willem Albert Scholten die commissaris en met 600.000 gulden tevens de grootste aandeelhouder van de NASM was.

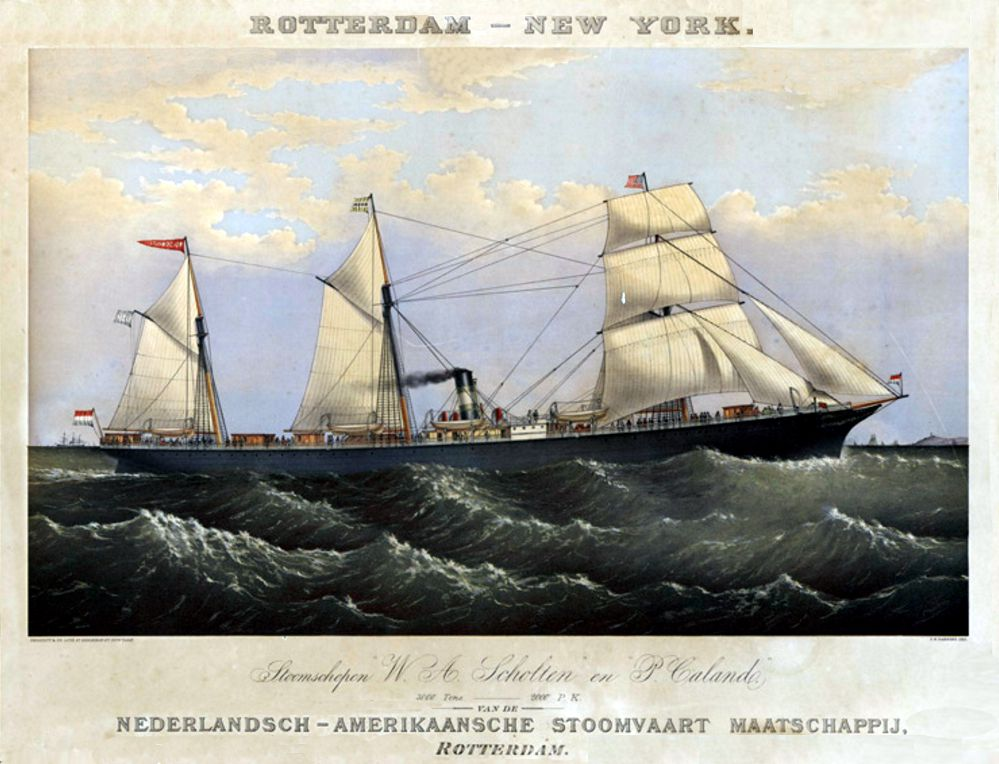
In 1874 werd het stoomschip ook afgebeeld op een affiche van de Nederlandsch Amerikaansche Stoomvaart Mij

De W.A. Scholten werd gebouwd bij Robert Napier & Sons in Glasgow, samen met het zusterschip P. Caland. De tewaterlating vond plaats op 16 februari 1874 en op 11 april 1874 kon het schip worden overgedragen. Op 16 mei 1874 maakte het zijn eerste reis op een regelmatige post- en passagiersdienst tussen Rotterdam en New York.
In februari 1876 vervoerde het schip vanuit Rotterdam de Nederlandse goederen die tijdens de Centennial Exposition van dat jaar in Philadelphia werden tentoongesteld.
Op 19 november 1887 kwam de W.A. Scholten voor de kust van Dover, in dichte mist, in aanvaring met de Engelse schroefstomer Rosa Mary. Het schip werd midscheeps geraakt. De Rosa Mary kon zich vrijmaken en stoomde weg, maar de W.A. Scholten zonk binnen een half uur. Van de 210 passagiers plus bemanningsleden werden slechts 78 personen gered.